# Kurt Bittel
Kurt Bittel (Heidenheim an der Brenz, Baden-Württemberg, en el sur de Alemania el 5 de julio de 1907 - Heidenheim an der Brenz, 30 de enero de 1991) fue un arqueólogo alemán cuya especialidad fue la Prehistoria. Como presidente del Instituto Arqueológico Alemán (Deutschen Instituts Archäologischen – DAI) y estudioso de la historia de los hititas, dirigió las excavaciones en el sitio de la ciudad de Hattusa en Turquía. También ganó gran mérito como experto en la historia de los celtas en Europa Central.

## Vida y carrera
La casa de su padre se encontraba en Karlstrasse, en el centro de la ciudad de Heidelberg y en la cima de una fortificación romana, de modo que podía encontrar fragmentos de objetos romanos en el jardín de su casa. Bittel contó cómo, cuando era niño, cavó en los parterres del jardín de su padre, buscando fragmentos de objetos antiguos. A los 13 años, dio sus primeros pasos en la “arqueología” excavando con el permiso de las autoridades forestales, en un montículo en bosque cercano a su casa, ayudado por un amigo y su hermano menos de tres años Heinz Bittel. Se graduó en el gimnasio en 1925, Kurt Bittel estudió en varias universidades de Heidelberg, Viena, Berlín y Marburgo, dando seguimiento a las famosas lecciones de arqueólogos como Ludwig Curtius, los estudiosos de la prehistoria como Oswald Menghin, Max Ebert, Hubert Schmidt e historiadores como Hulrich Wilcken.
Se graduó a la edad de 23 años en 1930, con el profesor Gero von Merhart con una tesis sobre los “Celtas en Württemberg”. En 1931 encontró empleo sólo como “asistente de investigación” en los sectores de El Cairo y Estambul. En 1933 fue nombrado miembro del Instituto Arqueológico del Imperio Alemán en la sede de Estambul, dirigido por Martin Schede. De 1931 a 1977, Bittel participó como director en las excavaciones en la capital de los hititas, Hattusa, junto con su viejo colaborador Peter Neve. En 1937, Bittel se unió al Partido Nacional Socialista (Nationalsozialistische Deutsche Arbeiterpartei). En 1938 se convirtió en el primer director del Departamento de Estambul del Instituto Arqueológico Germánico (DAi, Deutsches Archäologisches Institut). De 1942 a 1944, Bittel fue nombrado profesor Prehistoria en la Universidad de Tübingen, donde en 1950 junto con Adolf Rieth y Wolfgang Kimmig comenzaron las excavaciones en Hallstatt Heunebuerg. Bittel regresó a Turquía en 1951 como director del Departamento de Estambul del Instituto Arqueológico Germánico. De 1951 a 1960 enseñó como profesor visitante en la Universidad de Estambul. En 1952 participó en las excavaciones de Daskyleion en Bandirma. En 1972 fue miembro habitual de la Academia de las Ciencias de Heidelberg. El 30 de enero de 1991, Kurt Bittel murió en su ciudad natal de Heidenheim. Desde 1989, la ciudad de Heidenheim ha establecido el Premio Kurt-Bittel de Arqueología, el cual se otorga cada dos años a la mejor investigación en el campo de la Prehistoria en el sur de Alemania.

## Condecoraciones y premios

### Premiaciones de Estado
- Gran Cruz del Mérito de la República Federal de Alemania (1955)
- Pour le Mérite por Ciencia y Artes (Miembro 1967; Canciller de la Orden 1971-1979; 3er Vicecanciller desde 1979 a 1980; 2.º Vicecanciller desde 1980 a 1984)
- Condecoración Austriaca por la Ciencia y el Arte (1978)
- Orden del Mérito de Baden_Wurttemberg (1982)
- Gran Cruz del Mérito con Estrella y Cordón del Mérito de la República de Alemania (1984)

## Sus obras
Sus relatos de su trabajo se pueden encontrar en:
- Die Felsbild von Yazilikaya (1934 Yazilikaya roca Relief)
- Die Ruinen von Bogazköy, der Hauptstadt des Hethiterreiches (1937; Ruinas Hittite Empire capital Bogazköy)
- Hethitischen a Bestatungsbriiueh (1940; tradiciones de entierro hititas)
- Yazilikaya, Arehitekı es, Felsbild es, en Insehrif und Kleinf (1941; R., junto con Naumann y H. Otta, roca escrita, Arquitectura, relieves de roca, inscripciones y hallazgos pequeños)
- Kleinasiatisch a SIUDI los (1942; pequeños Estudios de Asia)
- Diez asiáticos historia Precalentar la Edad, Egipto, Palestina, Siria (1945)
- Bogazköy (1951 junto con Halet Çambel) Hethit, I. en Gesehih II. La religión (1959;.. Hititas, I Historia II religión)
- Hattusha, la capital de los hititas (1970; Hattusa, la capital hititas)
- Bogazköy Fuhrer (1971 Guía Bogazköy), Die Hethit (1976; hititas)